# Anthony Pons
Anthony Pons (ur. 22 marca 1973 roku w Neuilly-sur-Seine) – francuski kierowca wyścigowy.

## Kariera
Pons rozpoczął karierę w międzynarodowych wyścigach samochodowych w 2011 roku od startów w V de V Challenge Endurance - GT/Tourisme, gdzie sześciokrotnie stawał na podium, a czterokrotnie na jego najwyższym stopniu. Uzbierane 250,5 punktu pozwoliło mu zdobyć tytuł mistrza serii w swej klasie. W późniejszych latach Francuz pojawiał się także w stawce  24-godzinnego wyścigu Le Mans, European Le Mans Series oraz FIA World Endurance Championship.